# Contea di Irion
La contea di Irion, con capoluogo Mertzon, è situata sul Plateau Edwards, nello stato americano del Texas. Secondo il censimento del 2010, era abitata da 1.599 persone. Deve il suo nome in onore di Robert Anderson Irion,  un segretario di Stato della Repubblica del Texas. ID distretto 48235.

## Storia
I primi abitanti che si stanziarono nella zona furono le tribù di Tonkawa e Kickapoo.
Nel 1650 I capitani Hernán Martín e Diego del Castillo esplorano la regione.
Nel 1684 Juan Domínguez de Mendoza e Nicolás López  si relazionano con gli indiani locali. Il soldato spagnolo Butterfield Overland passa attraverso la regione nel 1761. Nel 1858-1861 Butterfield Overland passa attraverso la regione. 
Nel 1876 John Arden porta il primo gregge di pecore dalla California. Billy Childress stabilisce il Longhorn 7D Ranch. 
Nel 1889 Sherwood diventa la sede della contea.
Nel 1928 Il petrolio viene scoperto in Irion County. 
Nel 1936 Mertzon diventa il capoluogo di contea.

## Geografia fisica
Secondo l'Ufficio del censimento degli Stati Uniti d'America, la contea si estende su 2.720 km², di cui 0,18 km² laghi o corsi d'acqua. Nel territorio della contea è situato il Spraberry Trend, il terzo più grande giacimento di petrolio negli Stati Uniti. 

### Strade principali
- U.S. Highway 67
- State Highway 163

## Società

### Evoluzione demografica
Nel corso del censimento del 2000 sono state individuate 1.771 persone, raccolte in 694 famiglie, di cui 523 residenti nella contea. La densità di popolazione era di 1 abitante per km².  Sempre nel 2000 sono state individuate 914 unità abitative. La popolazione si divide nel 90.68% bianchi, nello 0.40% neri, nello 0.79% nativi americani, nel 6,55% altre razze, e per l'1,58% da due o più razze. Il 24.62% della popolazione era rappresentata da Ispanici o Latini. Il 32.40% delle 694 famiglie ospitava bambini sotto i 18 anni, mentre il 64.80% erano coppie conviventi. Il 6.60% aveva un capofamiglia femminile senza la presenza del marito, mentre il 24.50% erano considerate non-famiglie. Il 26.70% della popolazione della contea aveva un'età inferiore ai 18 anni, il 4,70% tra i 18 e i 24 anni, il 26,90% tra 25 e 44 anni, il 26,10%  tra il 45 ed i 64 e il 15,60% con più di 65 anni. L'età media della contea si assestava sui 40 anni. Per ogni 100 femmine vi erano 100,30 maschi. Per ogni 100 femmine sopra i 18 anni, vi erano 99.40 maschi.
Il reddito medio per famiglia era di $ 37.500. Gli uomini avevano un reddito medio di $ 35.642 contro i $ 20.395 delle donne. Il reddito pro capite della contea era di $ 20.515. Circa l'8.30% delle famiglie e l'8,40% della popolazione si trovava sotto la linea di povertà, compreso il 7.20% sotto i 18 anni e il 7,90% sopra i 65 anni.